# جون سوليفان (لاعب كرة قدم أيرلندي)
جون سوليفان (بالإنجليزية: John Sullivan)‏ (6 يناير 1991 في جمهورية أيرلندا - ) هو لاعب كرة قدم أيرلندي في مركز الوسط. شارك مع منتخب جمهورية أيرلندا تحت 17 سنة لكرة القدم. أما مع النوادي، فقد لعب مع درودا يونايتد ونادي دوندالك ونادي شيلبورن ونادي يميريك وهاميلتون أكاديميكال ونادي غالواي ‏ وCrumlin United F.C. ‏ وBray Wanderers F.C. ‏.

## وصلات خارجية
- جون سوليفان على موقع قاعدة بيانات كرة القدم.إي يو (الإنجليزية)
- جون سوليفان على موقع Soccerbase.com (لاعب) (الإنجليزية)
- جون سوليفان على موقع Soccerway.com (الإنجليزية)
- جون سوليفان على موقع عالم كرة القدم.نت (الإنجليزية)